# سن-اوستاش، کبک

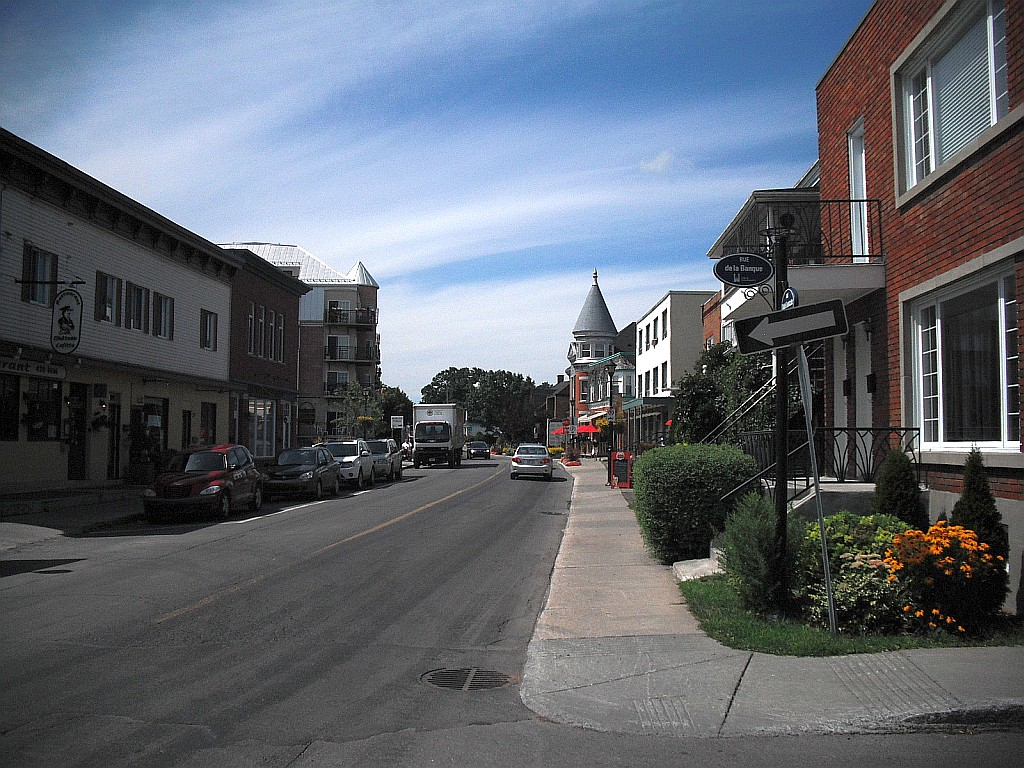
نمایی از شهرک سن-اوستاش در ناحیه لورانتید، کبک، کانادا - ۲۰۰۹

سن-اوستاش (به فرانسوی: Saint-Eustache) شهرکی در منطقه شهری دو-مونتاین ناحیه لورانتید در استان کبک کانادا است. در سرشماری سال ۲۰۱۱ این شهرک ۴۲٬۵۲۱ نفر جمعیت داشته‌است و مساحت آن ۷۰٫۶۱ کیلومتر مربع است.